# GNV Orion
Il GNV Orion è un traghetto appartenente alla compagnia di navigazione italiana GNV.

## Servizio
Varato il 26 giugno 2024 nei cantieri navali Guangzhou Shipyard International di Canton con il nome di GNV Orion e consegnato il 16 aprile 2025 alla GNV, salpa il 26 aprile per Genova, dove giunge il 30 maggio.
Il 16 giugno prende servizio nei collegamenti tra Genova e Palermo, aggiungendosi al gemello GNV Polaris.

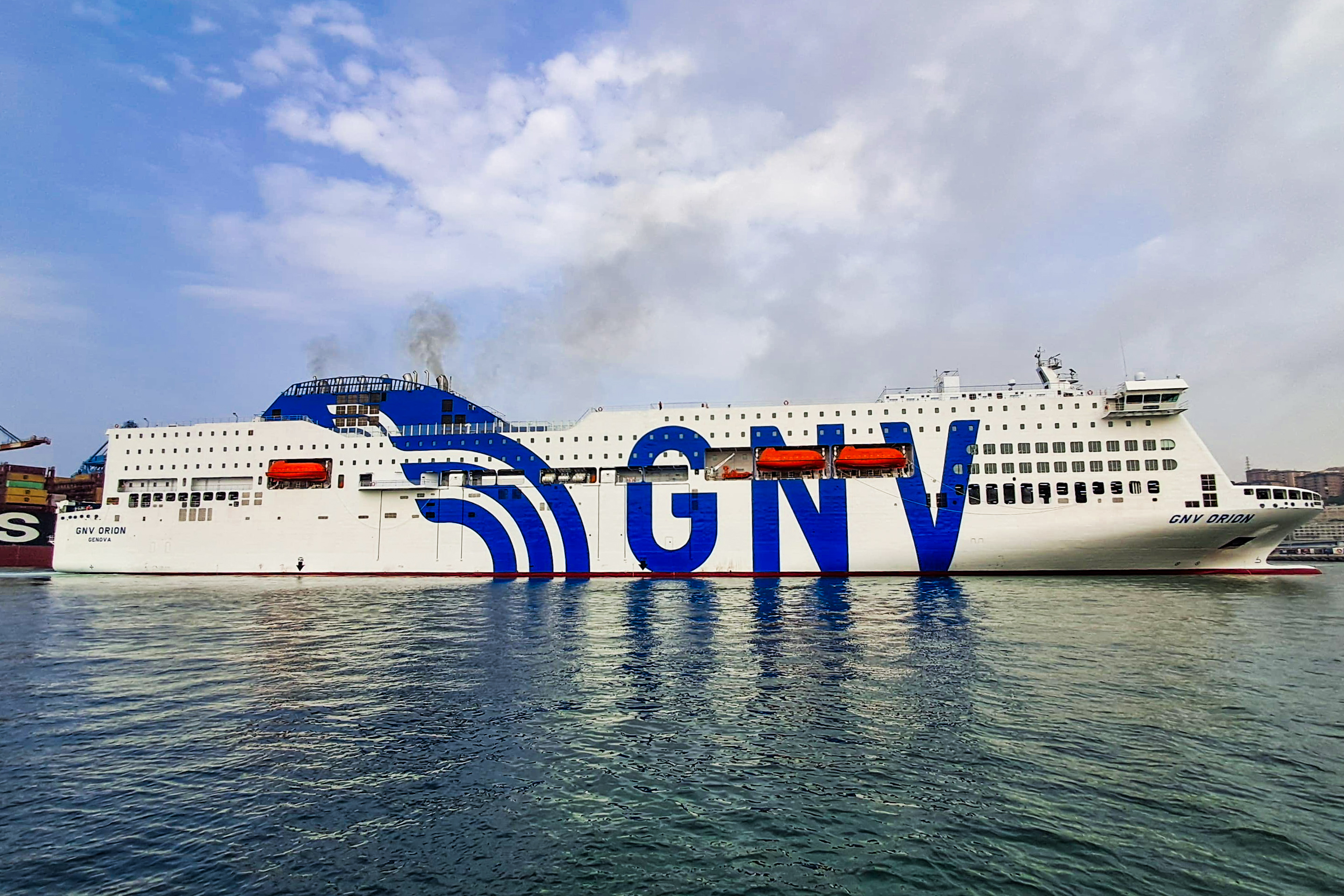
Il GNV Orion in evoluzione a Genova nel 2025.

Dal 28 giugno 2025 opera saltuariamente anche nei collegamenti tra Genova e Porto Torres.

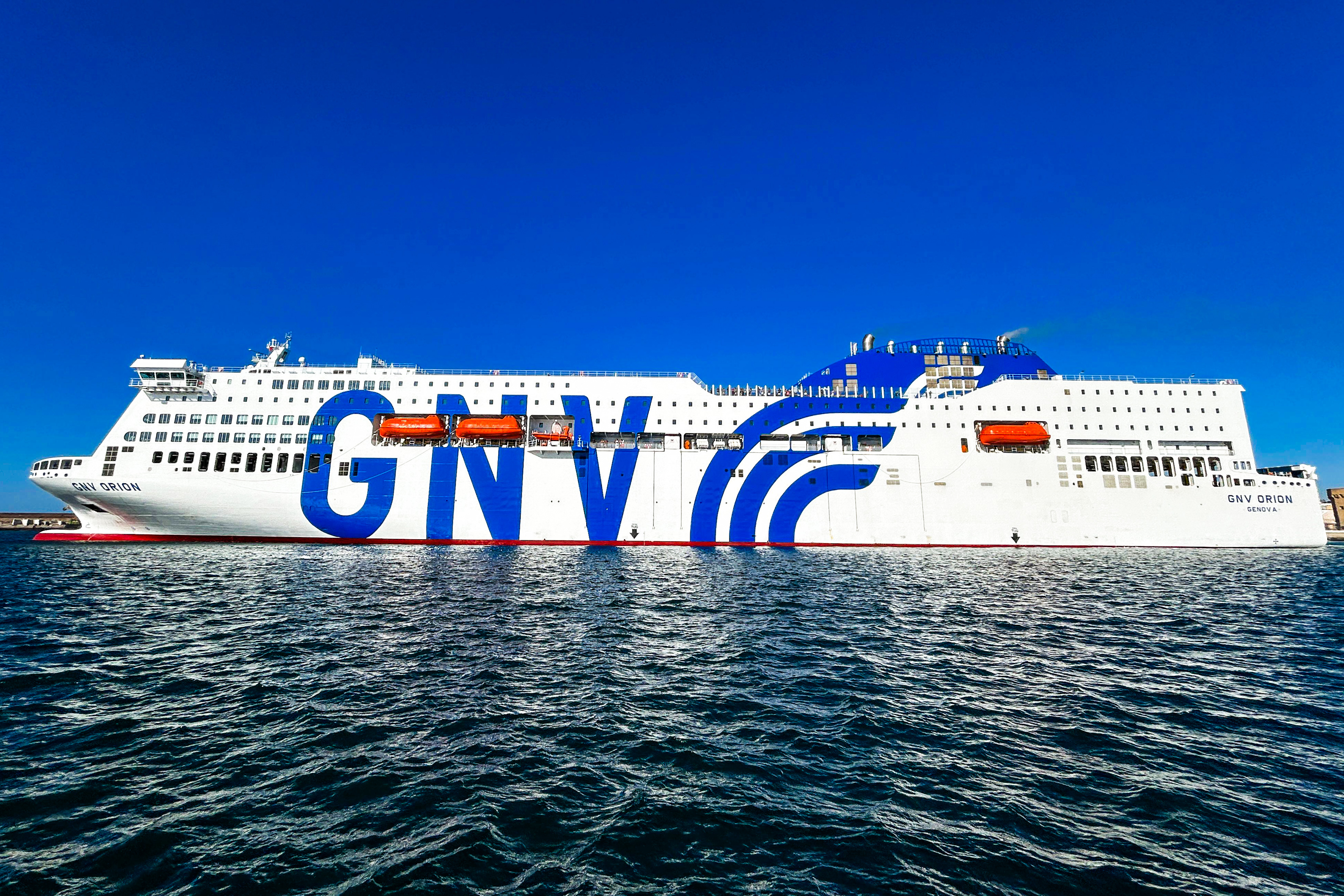
Il GNV Orion in arrivo a Porto Torres (maiden call).

Il 3 luglio 2025 viene ufficialmente battezzato a Genova dalla nuotatrice italiana Federica Pellegrini.

## Navi gemelle
- GNV Polaris
- GNV Virgo
- GNV Aurora